# Torpedo V4
Die Torpedo V4 war ein Motorrad des österreichisch-ungarischen Herstellers Torpedo in Kolín. 1909 wurde das einzigartige Motorrad – vier Pleuel befanden sich auf einem gemeinsamen Hubzapfen – mit einer Bohrung von 73 mm und einem Hub von 100 mm vorgestellt. Der Motor war aus zwei V2-Motoren so zusammengesetzt, dass sich ein Fächer von vier einzeln stehenden Zylindern ergab. Bei einem Hubraum von 1640 cm³ leistete das Motorrad bei einer Drehzahl von 2200/min 10–12 PS, mit denen sich eine Höchstgeschwindigkeit von etwa 120 km/h erzielen ließ.
Trotz der wenigen technischen Daten die von der Torpedo V4 erhalten sind – das Original existiert nicht mehr – hat Pavel Malaník 2009–2011 eine Torpedo V4 fahrbereit nachgebaut.